# Bohdan Kiełczewski
Bohdan Kiełczewski (ur. 7 czerwca 1912 w Kownie, zm. 6 lutego 1998 w Poznaniu) – polski leśnik, zoolog i ekolog.

## Życiorys
Ukończył gimnazjum w Kaliszu (1930) i studia na Wydziale Rolniczo-Leśnym Uniwersytetu Poznańskiego w 1934. W 1937 zatrudnił się w Regionalnej Dyrekcji Lasów Państwowych w Poznaniu. W grudniu 1939 wysiedlony przez Niemców do Ostrowca Świętokrzyskiego. Pracował tu jako leśniczy wspomagając lokalne struktury Armii Krajowej. Po zakończeniu wojny krótko pracował w nadleśnictwie Ożarów. W czerwcu 1945 objął stanowisko adiunkta w Zakładzie Zoologii i Entomologii Uniwersytetu Poznańskiego. Doktoryzował się we wrześniu 1945 (praca Rola tasików jako żywicieli pasożytniczych muchówek i błonkówek w lesie). Była to pierwsza doktoryzacja w Poznaniu po zakończeniu II wojny światowej. Habilitacja w 1951 (praca Obserwacje nad występowaniem mniszki (Lymantria monacha L.) w latach 1947-1949 na tle teorii o masowych pojawach). W 1961 otrzymał tytuł profesora nadzwyczajnego, a w 1968 - zwyczajnego. Od 1982 na emeryturze.

## Dokonania
Opublikował ponad 160 prac, również poza granicami Polski. Jego główne zainteresowania to: ekologia szkodników leśnych, rola roztoczy w ekosystemach leśnych, arachnologia lekarska, biorytmy i biometeorologia, kosmoekologia. Pięć nowo odkrytych roztoczy nazwano jego imieniem. Był członkiem wielu rad i komitetów PAN, komisji PTPN, przewodniczącym rady Wielkopolskiego Parku Narodowego, członkiem honorowym Polskiego Towarzystwa Leśnego i doktorem honoris causa Akademii Rolniczej w Poznaniu.

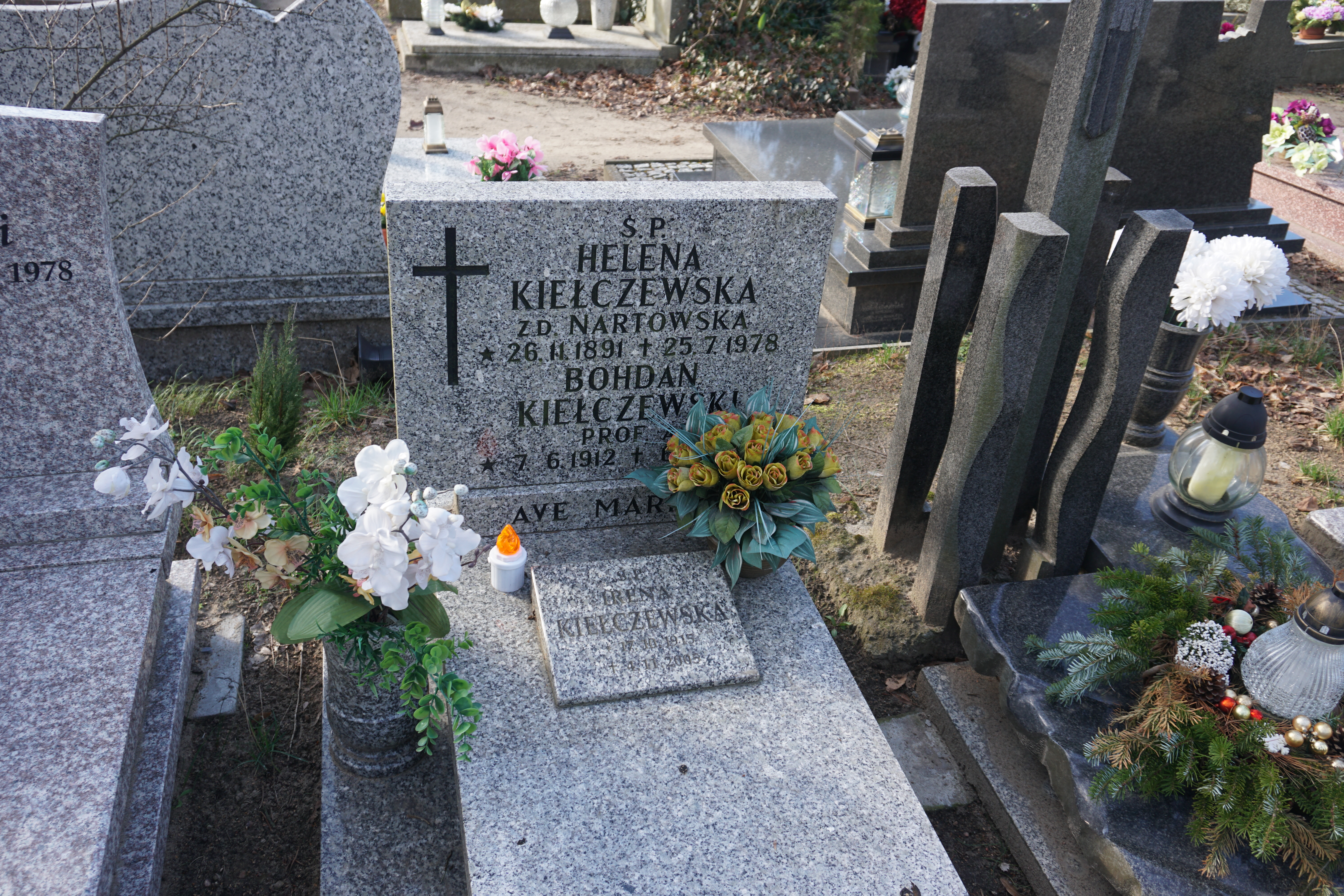
Grób prof. Bohdana Kiełczewskiego na Cmentarzu parafialnym św. Jana Vianneya w Poznaniu

Pochowany na cmentarzu św. Jana Vianneya w Poznaniu(kw. św. Barbary-15-13).

## Odznaczenia i wyróżnienia
- Krzyż Komandorski Orderu Odrodzenia Polski (1989)
- Krzyż Oficerski Orderu Odrodzenia Polski (1981)
- Krzyż Kawalerski Orderu Odrodzenia Polski (1973)
- Złoty Krzyż Zasługi (1956)
- Medal „Za udział w wojnie obronnej 1939” (1984)
- Krzyż Armii Krajowej (1994)
- Medal Komisji Edukacji Narodowej (1976)
- Medal Kopernika (1973)
- Złota Odznaka PTEnt. (1981)